# Šokan Valichanov
Šokan Čingisovič Valichanov či Šokan Šingisuly Valichanuly, rusky Чокан Чингисович Валиханов, kazašsky Шоқан Шыңғысұлы Уәлиханұлы, původním jménem Muhammed Kanafija, kazašsky Мұхаммед Қанафия (listopad 1835, Kušmurun — duben nebo říjen 1865) byl kazašský etnograf, folklorista, historik, cestovatel a geograf, zakladatel moderní kazašské historiografie a etnografie.

## Život
Vystudoval vojenskou akademii v Omsku a jako voják ruské armády se zúčastnil několika významných geografických výprav (např. ke kyrgyzskému jezeru Issyk-kul v letech 1855–56) i tzv. Velké hry (britsko-ruského konfliktu ve Střední Asii). Zemřel v 29 letech.
Byl přítelem Fjodora Michajloviče Dostojevského, zachovala se jejich vzájemná korespondence. V kazachstánském městě Semej mají i společnou sochu.

## Dílo
Ve svých pracích se zabýval především dějinami Kazachů a jejich tradičním šamanismem. S kazašskými tradicemi byl ve styku od dětství, vyrostl v tradiční jurtě. Uspořádal též velké básnické dílo, kyrgyzský epos Manas (Манас дастаны).
Byl představitelem snah o poevropštění Kazachstánu a naopak kritikem jeho islamizace. Šochan Valichanov byl jeho literární pseudonym, který posléze přijal za občanské jméno.